# Габриел Ферейра
Габриел Васоншелос Ферейра (на португалски: Gabriel Vasconcellos Ferreira) е бразилски футболист, играе като вратар и се състезава за италианския Милан.

## Клубна кариера

### Крузейро
Габриел започва своята кариера в младежката система на Крузейро.

### Милан
На 23 май 2012 г. е потвърдено, че контрактът на Габриел с Крузейро изтича в края на юни и футболистът ще подпише 5-годишен договор с италианския Милан. През сезон 2012/2013 бразилецът се бори за титулярно място с другите двама вратари Марко Амелия и Кристиан Абиати.

## Национален отбор
Габриел е част от Бразилия до 20 години, който печели Южно американското първенство за юноши през февруари 2011 г. През август 2011 г. е повикан в състава за Световното първенство по футбол за младежи. Играе във всичките 7 мача като титуляр, а Бразилия печели трофея, надигравайки Португалия до 20 години на финала с 3-2.
Габриел бе повикан в състава на Бразилия до 23 години за участие на Летни олимпийски игри 2012 в Лондон. Прави дебюта си на турнира в третия мач от груповата фаза срещу Нова Зеландия до 20 години, а Бразилия побеждава с 3-0.

## Отличия

### Клубни

#### Крузейро
- Кампионато Минейро: 2011

### Национален отбор

#### Бразилия до 20 години
- Световно първенство по футбол за младежи: 2011
- Южно американско първенство за юноши: 2011